# قصة الحي الغربي (فلم 1979)
قصة الحي الغربي هو فيلمٌ مصريٌ أُنتج عام 1979. وهو مستوحىً من فيلم قصة الحي الغربي المُنتج عام 1961.

## قصة الفيلم
يحدث خلافٌ بين المجموعتين من الشباب. إحداها يقودها رجب (حسن يوسف)، والأخرى يقودها طُلبة (سمير غانم). يلتقى سامي (حسين فهمي)، وهو أحد أصدقاء طلبة، بأمل شقيقية رجب (سهير رمزي)، ويتبادلان الإعجاب. لكن نوال (سهير زكي) خطيبة أخيها رجب تحذرها من هذه العلاقة.
يعلن سامي لرجب رغبته الزواج من أمل، موضحاً له انفصاله عن طلبة. لكن رجب يرفض هذه الزيجة. تعتدي جماعة طلبة على نوال خطيبة رجب، فيؤدي هذا إلى نشوب معركة بين المجموعتين تؤدي إلى مقتل طلبة.

## بطولة
| - حسين فهمي: (سامي) - سعيد صالح - سهير رمزي: (أمل) - سمير غانم:(طلبه) - حسن يوسف: (رجب) - إبراهيم سعفان | - مظهر أبو النجا - نعيمة الصغير - عبد الله فرغلي - فكري أباظة - حلمي عبد الوهاب - أمين الموجي | - نوال بغدادي - ناجي أنجلو - سهير زكي - صالح الإسكندراني - لويس يوسف - زيزي فريد |

## وصلات خارجية
- مقالات تستعمل روابط فنية بلا صلة مع ويكي بيانات
- قصة الحي الغربي على الدهليز
- قصة الحي الغربي على كاروهات